# Skeleton masculin aux Jeux olympiques de 2022
Navigation
Pyeongchang 2018 Milan-Cortina 2026
L'épreuve masculine de skeleton des Jeux olympiques d'hiver de 2022 a lieu le 10 et le 11 février 2022. L'Allemand Christopher Grotheer, champion du monde en titre, est vainqueur de la course après avoir remporté les trois premières manches en établissant lors sa première course le record de la piste en une minute tout pile.

## Déroulement de la compétition
La coupe du monde de skeleton 2021-2022 a vu le sacre du Letton Martins Dukurs qui totalise 3 victoires sur le circuit ; le podium était complété par les allemands Jungk et Grotheer

## Calendrier
| Date       | Heure | Épreuve                      |
| ---------- | ----- | ---------------------------- |
| 7 février  | 12:25 | entraînement- Manche 1 et 2  |
| 8 février  | 15:20 | entraînement - Manche 3 et 4 |
| 9 février  | 15:20 | entraînement - Manche 5 et 6 |
| 10 février | 9:30  | Manche 1                     |
| 10 février | 11:00 | Manche 2                     |
| 11 février | 20:20 | Manche 3                     |
| 11 février | 21:55 | Manche 4                     |

## Médaillés
| Or                                            | Argent                              | Bronze                           |
| Christopher Grotheer (Allemagne) 4 min 1 s 01 | Axel Jungk (Allemagne) 4 min 1 s 67 | Yan Wengang (Chine) 4 min 1 s 77 |

## Résultats
| Rang                                | #  | Athlète               | Nation            | Manche 1   | Manche 1 | Manche 2  | Manche 2 | Manche 3  | Manche 3 | Manche 4  | Manche 4 | Total     | Total     |
| Rang                                | #  | Athlète               | Nation            | Temps (s)  | Rang     | Temps (s) | Rang     | Temps (s) | Rang     | Temps (s) | Rang     | Temps (s) | Écart (s) |
| ----------------------------------- | -- | --------------------- | ----------------- | ---------- | -------- | --------- | -------- | --------- | -------- | --------- | -------- | --------- | --------- |
| Médaille d'or, Jeux olympiques      | 4  | Christopher Grotheer  | Allemagne         | 1:00.00 TR | 1        | 1:00.33   | 1        | 1:00.16   | 1        | 1:00.52   | 6        | 4:01.01   | –         |
| Médaille d'argent, Jeux olympiques  | 8  | Axel Jungk            | Allemagne         | 1:00.50    | 5        | 1:00.53   | 2        | 1:00.31   | 2        | 1:00.33   | 3        | 4:01.67   | +0.66     |
| Médaille de bronze, Jeux olympiques | 18 | Yan Wengang           | Chine             | 1:00.43    | 3        | 1:00.65   | 4        | 1:00.54   | 6        | 1:00.15   | 1        | 4:01.77   | +0.76     |
| 4                                   | 5  | Aleksandr Tretyakov   | ROC               | 1:00.36    | 2        | 1:00.84   | 8        | 1:00.37   | 3        | 1:00.42   | 4        | 4:01.99   | +0.98     |
| 5                                   | 21 | Yin Zheng             | Chine             | 1:00.74    | 7        | 1:00.71   | 5        | 1:00.40   | 4        | 1:00.28   | 2        | 4:02.13   | +1.12     |
| 6                                   | 12 | Evgeniy Rukosuev      | ROC               | 1:00.48    | 4        | 1:00.72   | 6        | 1:00.56   | 7        | 1:00.64   | 8        | 4:02.40   | +1.39     |
| 7                                   | 7  | Martins Dukurs        | Lettonie          | 1:00.62    | 6        | 1:00.62   | 3        | 1:00.40   | 4        | 1:01.12   | 13       | 4:02.76   | +1.75     |
| 8                                   | 13 | Alexander Gassner     | Allemagne         | 1:00.87    | 9        | 1:00.86   | 9        | 1:00.62   | 8        | 1:00.48   | 5        | 4:02.83   | +1.82     |
| 9                                   | 6  | Tomass Dukurs         | Lettonie          | 1:00.76    | 8        | 1:00.79   | 7        | 1:00.74   | 10       | 1:00.92   | 10       | 4:03.21   | +2.20     |
| 10                                  | 10 | Jung Seung-gi         | Corée du Sud      | 1:01.18    | 11       | 1:01.04   | 10       | 1:00.69   | 9        | 1:00.83   | 9        | 4:03.74   | +2.73     |
| 11                                  | 16 | Amedeo Bagnis         | Italie            | 1:01.05    | 10       | 1:01.19   | 14       | 1:00.83   | 11       | 1:01.01   | 12       | 4:04.08   | +3.07     |
| 12                                  | 11 | Yun Sung-bin          | Corée du Sud      | 1:01.26    | 13       | 1:01.17   | 13       | 1:01.03   | 12       | 1:00.63   | 7        | 4:04.09   | +3.08     |
| 13                                  | 14 | Samuel Maier          | Autriche          | 1:01.36    | 15       | 1:01.13   | 11       | 1:01.05   | 13       | 1:00.95   | 11       | 4:04.49   | +3.48     |
| 14                                  | 17 | Mattia Gaspari        | Italie            | 1:01.20    | 12       | 1:01.31   | 15       | 1:01.16   | 15       | 1:01.36   | 16       | 4:05.03   | +4.02     |
| 15                                  | 9  | Matt Weston           | Grande-Bretagne   | 1:01.34    | 14       | 1:01.15   | 12       | 1:01.12   | 14       | 1:01.63   | 20       | 4:05.24   | +4.23     |
| 16                                  | 19 | Marcus Wyatt          | Grande-Bretagne   | 1:01.56    | 16       | 1:01.72   | 18       | 1:01.28   | 16       | 1:01.35   | 15       | 4:05.91   | +4.90     |
| 17                                  | 20 | Alexander Schlintner  | Autriche          | 1:01.56    | 16       | 1:01.73   | 19       | 1:01.66   | 19       | 1:01.24   | 14       | 4:06.19   | +5.18     |
| 18                                  | 15 | Vladyslav Heraskevych | Ukraine           | 1:01.63    | 18       | 1:01.58   | 16       | 1:01.62   | 18       | 1:01.45   | 17       | 4:06.28   | +5.27     |
| 19                                  | 22 | Nathan Crumpton       | Samoa américaines | 1:02.06    | 22       | 1:01.65   | 17       | 1:01.60   | 17       | 1:01.49   | 18       | 4:06.80   | +5.79     |
| 20                                  | 24 | Blake Enzie           | Canada            | 1:01.65    | 19       | 1:01.76   | 20       | 1:01.93   | 21       | 1:01.54   | 19       | 4:06.88   | +5.87     |
| 21                                  | 2  | Andrew Blaser         | États-Unis        | 1:01.80    | 20       | 1:02.08   | 21       | 1:02.10   | 22       | NC        | NC       | 3:05.98   | NC        |
| 22                                  | 25 | Basil Sieber          | Suisse            | 1:01.95    | 21       | 1:02.16   | 22       | 1:02.72   | 25       | NC        | NC       | 3:06.83   | NC        |
| 23                                  | 3  | Daniil Romanov        | ROC               | 1:02.47    | 24       | 1:02.60   | 23       | 1:02.20   | 23       | NC        | NC       | 3:07.27   | NC        |
| 24                                  | 1  | Ander Mirambell       | Espagne           | 1:02.45    | 23       | 1:03.36   | 25       | 1:02.34   | 24       | NC        | NC       | 3:08.15   | NC        |
| 25                                  | 23 | Nick Timmings         | Australie         | 1:03.76    | 25       | 1:02.83   | 24       | 1:01.78   | 20       | NC        | NC       | 3:08.37   | NC        |